# یاتسک کاچمارسکی
یاتسِک کاچمارسکی (به لهستانی: Jacek Marcin Kaczmarski) ، (زاده ۲۲ مارس ۱۹۵۷ - درگذشته ۱۰ آوریل ۲۰۰۴)، خواننده، ترانه‌نویس، شاعر و نویسنده لهستانی بود.
کاچمارسکی، صدای جنبش اتحادیه همبستگی سولیدارنوشچ بود که در دهه ۱۹۸۰ برای آزادی لهستان و استقلال آن از اتحاد جماهیر شوروی کوشش می‌کرد. آوازهای او در انتقاد از رژیم کمونیستی حاکم بود و در ادامه سنت مقاومت میهن‌پرستانه لهستانی‌ها در طول تاریخ بود. آوازهای اعتراضی مهمی از او در موضوع‌های سیاسی و اجتماعی بر جای مانده‌است که بهترین نمونه‌های آن دوران بوده‌اند. (همچون موری (دیوارها) و اُبلاوا به معنی شکار گرگ یا حمله) به هر حال او پیش از آنکه یک خواننده سیاسی باشد یک شاعر بود که شعرهایش با نابودی اتحاد جماهیر شوروی و بلوک شرق نیز رابطه داشت.
او فعالیت جدی را از سال ۱۹۷۷ شروع کرد که در جشنواره آواز دانشجویی به خاطر کار اُبلاوا (به لهستانی: Obława) جایزه اول را برد؛ او این آواز را بر اساس آواز Охота на волков اثر ولادیمیر ویسوتسکی ساخته بود. او در سال ۱۹۸۰ جایزه دوم جشنواره آواز اوپول را برای آواز نوشته مزار ولادیمیر ویسوتسکی (Epitafium dla Włodzimierza Wysockiego) برد.
در دسامبر ۱۹۸۱ که حکومت نظامی در لهستان اعلام شد، کاچمارسکی در حال برگزاری تور فرنسه خود بود. او مجبور شد تا سال ۱۹۹۰ به وطن باز نگردد و در طی این سال‌ها به اجرای کنسرت در اروپای غربی، ایالات متحده آمریکا، کانادا، استرالیا، آفریقای جنوبی و اسراییل پرداخت. او از سال ۱۹۸۲ به عنوان ویرایشگر و روزنامه‌نگار در رادیو اروپای آزاد به کار پرداخت و برنامه رادیویی پانزده دقیقه با یاتسک کاچمارسکی (Fifteen Minutes with Jacek Kaczmarski) را اجرا می‌کرد.
پس از توافق میزگرد لهستان که به حکومت کمونیستی در لهستان پایان داد به میهنش بازگشت و به همراه دوست هنرمندش، بیگنیف لاپینسکی به تور موسیقی سراسر کشور پرداخت. آوازهای او در این تور به صورت زنده ضبط و منتشر شد و در سال ۲۰۰۱ موفق به رسیدن به وضعیت آلبوم طلایی شد. او آلبوم‌های دیگری با نام‌های موری (دیوارها، Mury)، ناسزا کلاسا (کلاس ما، Nasza klasa)، راج (بهشت، Raj)، موزه (Muzeum)، در ستایش شرارت (Pochwała łotrostwa) و نبرد بین جشن و روزه (Wojna postu z karnawałem) دارد.
کاچمارسکی به زودی به ماهیت حقیقی پیشرفت‌های پس از ۱۹۸۹ در لهستان پی برد و از لهستان به استرالیا مهاجرت کرد.

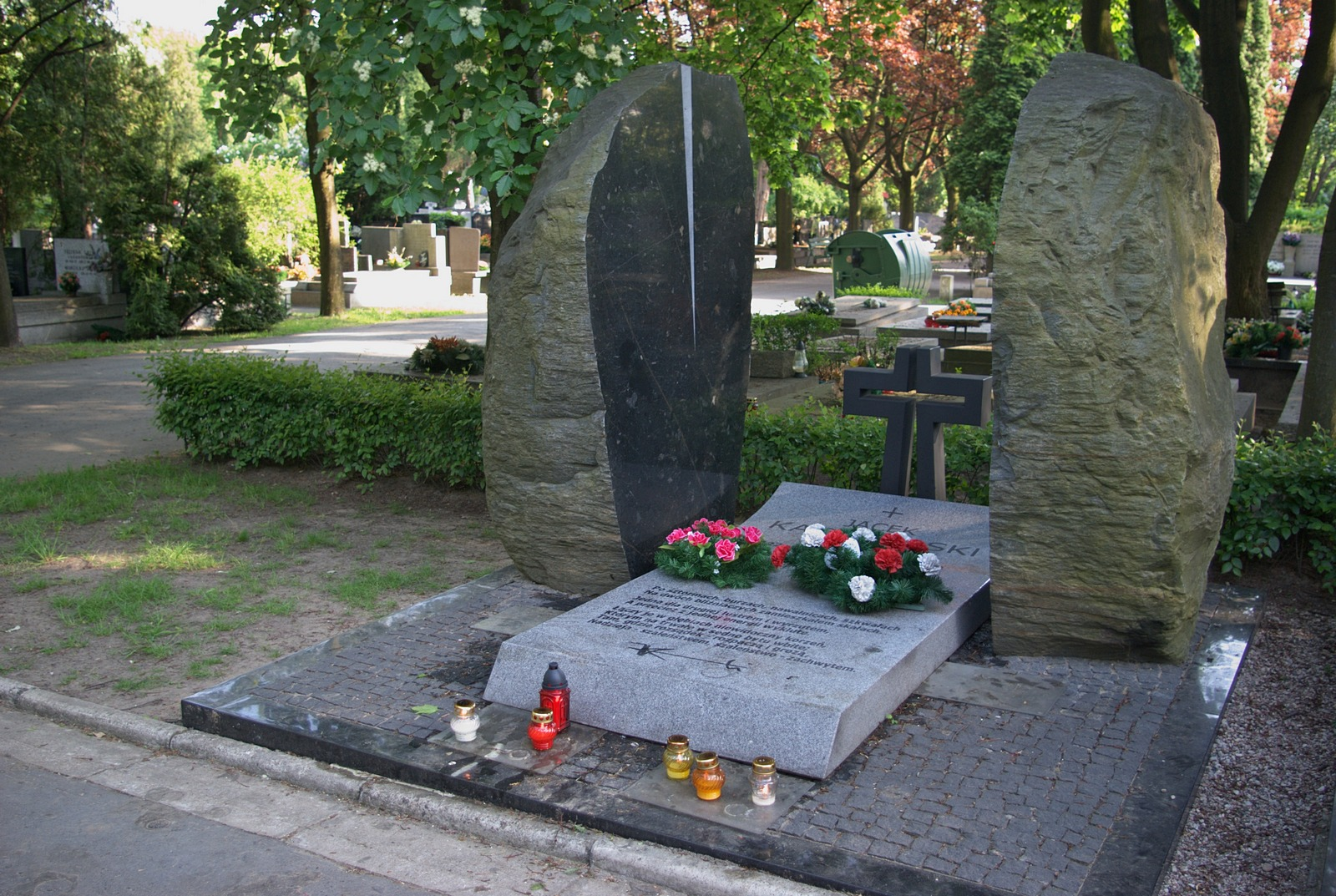
آزامگاه کاچمارسکی در ورشو. می ۲۰۰۸.

کاچمارسکی را نه تنها به خاطر ترانه‌های شورانگیز سیاسی‌اش بلکه به خاطر نوازندگی پرشور گیتار و اجراهای پر هیجانش نیز می‌شناسند. آگاهی عمیق او از تاریخ و ادبیات کشورش، به ترانه‌هایش ارزشی چند برابر می‌بخشید.
در سال ۲۰۰۲، بیماری سرطان مری در او تشخیص داده شد و سرانجام در سال ۲۰۰۴ در بیمارستان شهر گدانسک در لهستان درگذشت.